# Museu Marítimo de Aberdeen
O Museu Marítimo de Aberdeen é um museu em Aberdeen, na Escócia.
O museu está situado no coração da cidade, perto do porto. Faz usufruto de uma série de prédios incluindo uma antiga igreja e a casa de Provost John Ross, um dos prédios domésticos mais antigos da cidade. O museu conta a história da longa relação da cidade com o Mar do Norte.
As coleções do museu tratam de temas como a construção naval, os veleiros rápidos, a perda e a história portuária, exibindo a indústria de petróleo do Mar do Norte.
Entre os destaques da coleção estão planos de navios e fotografias dos principais construtores navais de Aberdeen, incluindo Hall, Russell & Company Ltd, Alexander Hall and Sons, Duthie e John Lewis & Co. Ltd e Walter Hood & Co.
As exposições incluem modelos de embarcações e plataformas de petróleo, pinturas, veleiros, e material “North Boats, pesca, baleeiros e barcos de arrastões comerciais, a indústria de petróleo do Mar do Norte, e o ambiente marinho.